# David Vincent (personnage)
 (mars 2015).
- Si vous ne connaissez pas le sujet, laissez ce bandeau (vous pouvez alors contacter les auteurs).
- Si vous supprimez le contenu mis en cause (vous pouvez préalablement contacter les auteurs),

argumentez précisément cette suppression dans la page de discussion
(un manque de référence n'est pas un argument ; une recherche réelle de référence doit avoir été effectuée, être formellement documentée).
Pour les articles homonymes, voir David Vincent.
David Vincent est le personnage de fiction principal de la série télévisée Les Envahisseurs. Il est interprété par l'acteur américain Roy Thinnes. Le parcours de David Vincent est la lutte incessante d'un homme isolé contre un ennemi invisible et occulte, mais pourtant vulnérable devant l'opiniâtreté et les ruses d'une personne qui décide de l'affronter.

## Biographie fictive
Selon les informations distillées au fil des épisodes (par exemple dans l'épisode 11, où l'on peut voir sa carte d'identité), il est né le 2 octobre 1934 dans l'État de Californie. Il réside à Santa Barbara. Il mesure 5 pieds et 9 pouces (1,76 m), a les cheveux châtain clair et les yeux bleus. L'épisode 16 indique qu'il a un frère Robert A. Vincent, médecin à Santa Carla, où David et lui ont passé leur enfance. La femme de Robert, Grace, attend un bébé. En 1965, David Vincent est architecte et vit au 4022 Laguna Street, à Santa Barbara en Californie. Il a 31 ans lorsqu'il est le témoin de l'atterrissage d'un engin extra-terrestre.
Il ne tarde pas à s'apercevoir que cette soucoupe inaugure une invasion de la Terre par des extraterrestres qui ont une apparence humaine. Ils ont néanmoins un signe distinctif : une raideur de l'auriculaire.
Longtemps isolé dans le combat qu'il mène dès lors contre les envahisseurs, il multiplie les tentatives pour alerter l'opinion. Mais il se heurte à l'incrédulité générale et aux manipulations de ceux qui l'ont désormais identifié comme un ennemi mortel. Les rares personnes qui le croient et le suivent vont souvent au devant des pires périls. Quand elles ne sont pas elles-mêmes manipulées par les envahisseurs pour lui tendre des pièges (mésaventure récurrente).
Dans l'épisode 10, David Vincent effectue un voyage à bord d'une soucoupe volante, puis se retrouve dans un monde imaginaire aux côtés de son ex-petite amie Hélène, dans la vallée de Santa Margaretta, lieu auquel il avait consacré son projet de fin d'études d'architecte. À cette occasion, le personnage a eu une vie amoureuse, alors que la succession des épisodes ne laissait pas imaginer cet aspect de sa vie intime.

## Hommages
- David Vincent est le titre d'une chanson humoristique de Metal Kartoon, mené par le guitariste Christophe Godin.
- La chanson Arrivé sur Terre d'Oxmo Puccino contient un court hommage à David Vincent : « Je suis du même avis que David Vincent - J'ai saisi, pourquoi souffraient tant d'innocents ».
- La chanson Qui vivra verra de Ferré Gola fait allusion au personnage en disant : « en revenant, David Vincent sait que les envahisseurs sont là ».